# Varga József (vegyészmérnök, 1935)
Varga József Antal (Makó, 1935. szeptember 15. –) magyar vegyészmérnök, egyetemi tanár. A kémiai tudományok kandidátusa (1968), a kémiai tudományok doktora (1991).

## Életpályája
1950–1953 között a makói József Attila Gimnázium diákja volt. 1954–1959 között Leningrádban tanult. 1959–2005 között a Budapesti Műszaki és Gazdaságtudományi Egyetem műanyag- és gumiipari tanszékén oktatott; 1970–1991 között docens, 1980–1994 között tanszékvezető, 1980–1988 között tudományos dékánhelyettes, 1991–1996 között egyetemi tanár, 2000–2005 között tudományos főmunkatárs volt. 1968–1969 között a Kölni Egyetem fizikai kémiai tanszékén vendégkutatóként tevékenykedett. 1985–1987 között a Kasseli Egyetem anyagtudományi tanszékén volt vendégprofesszor. 1985–1996 között a Magyar Tudományos Akadémia Makromolekuláris Kémiai Bizottság tagja volt. 1990–1996 között a műanyagkémiai munkabizottság elnökeként dolgozott. 1993-ban vendégprofesszor, 1996–2000 között a Nürnberg-Erlangen-i Egyetem műanyagtechnikai tanszékén professzorként dolgozott.
Kutatási területe a műanyagkémia és -fizika.

## Művei
- Polireakciók elmélete (egyetemi jegyzet, 1969)
- Műanyagok fizikája (egyetemi jegyzet, 1984)
- Makromolekulák kémiája (egyetemi jegyzet, 2005)

## Díjai
- Szent-Györgyi Albert-díj (1994)
- Magyar felsőoktatásért emlékplakett (2005)
- Eötvös József-koszorú (2006)